# Euhesma tubulifera
Euhesma tubulifera är en biart som först beskrevs av Houston 1983.  Euhesma tubulifera ingår i släktet Euhesma och familjen korttungebin. Inga underarter finns listade i Catalogue of Life.

## Bildgalleri

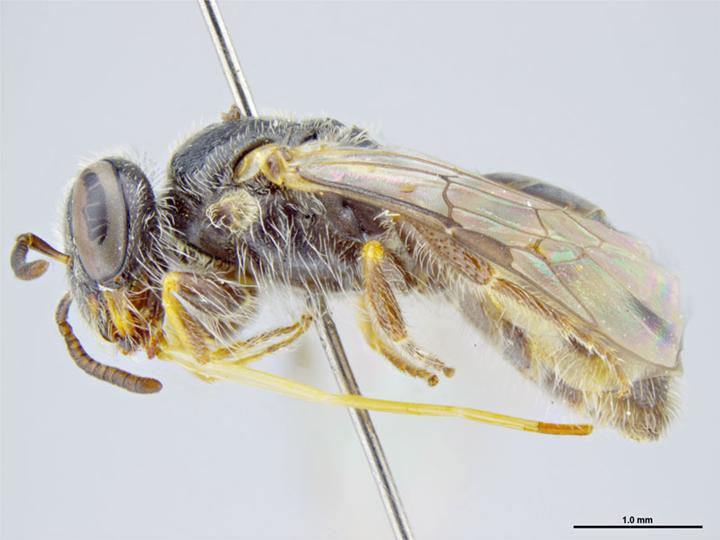
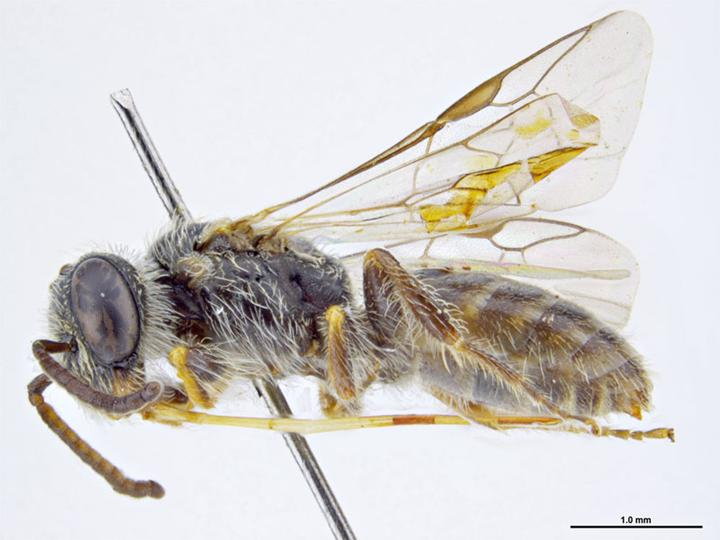